# Gestreepte mierklauwier
De gestreepte mierklauwier (Thamnophilus palliatus) is een zangvogel uit de familie Thamnophilidae.

## Verspreiding en leefgebied
Deze soort telt 3 ondersoorten:
- Thamnophilus palliatus palliatus: C- en O-Brazilië.
- Thamnophilus palliatus puncticeps: ZO-Peru, N-Bolivia en W-Brazilië.
- Thamnophilus palliatus similis: C-Peru.